# Mordwinen

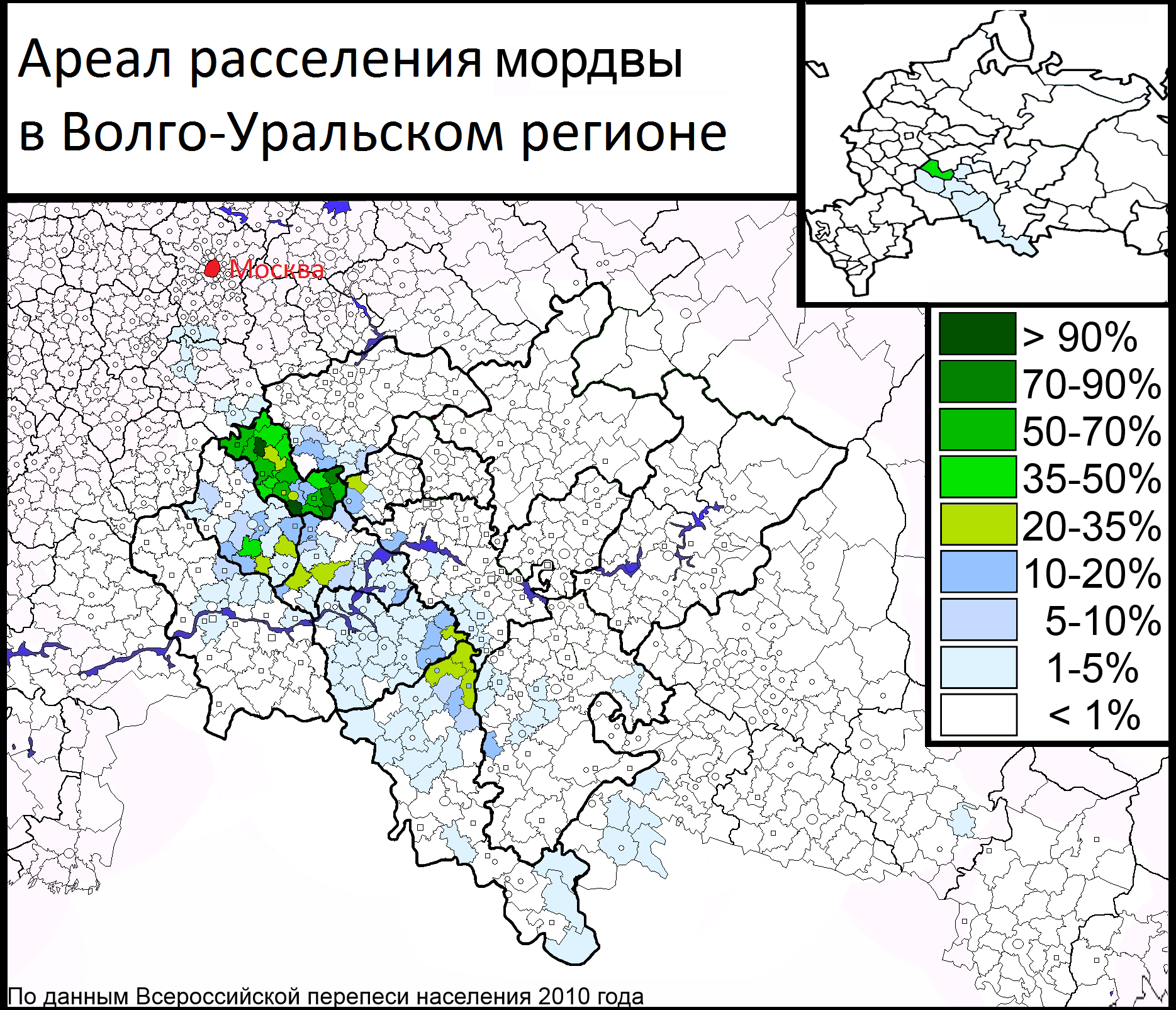
Gebiete mit großem mordwinischem Bevölkerungsanteil in Russland 2010

Siedlungsgebiet (historisch)

Die Mordwinen (auch Mordva) sind ein Volk der finno-ugrischen Sprachgruppe mit etwa einer Million Angehörigen, die vor allem in der autonomen Republik Mordwinien (Mordowien) in Russland leben.
Sie gehören zu den Wolga-Finnen und zerfallen in die beiden Hauptgruppen der Ersja (Эрзят, Ersjat) und Mokscha (Мокшот, Mokschot). Sich selbst bezeichnen sie jeweils ausschließlich als Ersja oder Mokscha – die Vereinigung zu einem mordwinischen Volk wird von ihnen so nicht akzeptiert und sie verfügen in ihren Sprachen auch über keine Entsprechung für „Mordwinen“. Der mitunter verwendete Terminus Mordva ist aus dem Slawischen übernommen und hat im Mordwinischen selbst keine Bedeutung. Stattdessen wird zur Bezeichnung von für beide Gruppen zutreffende Gegebenheiten eher der Terminus mokschersjan verwendet. Weitere Gruppen der Mordwinen sind die Schokscha, die allerdings aus nur noch wenigen tausend Menschen bestehen, sowie Terjuchen und Karataier. Die beiden letzteren sind bereits seit längerer Zeit vollständig in Russen beziehungsweise Tataren aufgegangen.
Gemäß der Volkszählung 1989 bezeichneten sich in Russland damals 1.072.900 Menschen als Mordwinen.

## Bevölkerung

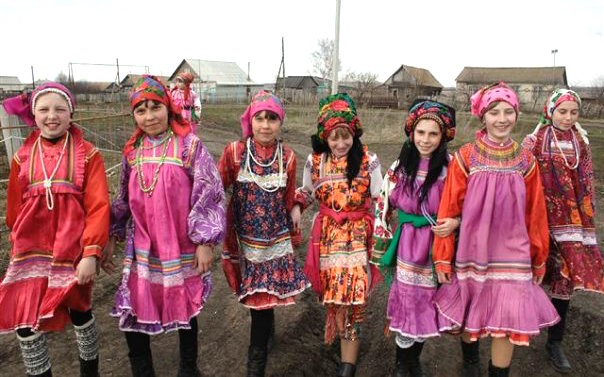
Mordwinische Mädchen mit Kopftüchern

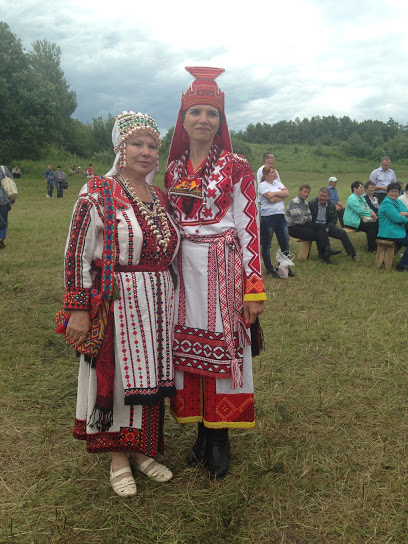
Mordwinische Frauen in traditioneller Tracht

Innerhalb der Republik Mordwinien leben nur etwa ein Drittel der Mordwinen. Dort stellen sie als Titularnation lediglich 32,5 Prozent der Bevölkerung. Der Rest verteilt sich auf die Gebiete Samara (Volkszählung 1989: 116.475), Pensa (86.370), Orenburg (68.879), Simbirsk (61.061), Nischni Nowgorod (36.709), Saratow (23.381), Republik Baschkortostan (31.932), Republik Tatarstan (28.859) und Republik Tschuwaschien (18.686).

## Sprache
Die zwei Gruppen der Ersja und Mokscha sprechen die Hauptdialekte Ersjanisch und Mokschanisch, die zusammen die Mordwinischen Sprachen bilden und untereinander mitunter deutliche Unterschiede aufweisen. Bei der letzten Volkszählung gaben 67 Prozent der Mordwinen an, Mordwinisch als Erstsprache zu nutzen. Viele Mordwinen sind zwei- oder auch dreisprachig mit Russisch oder Tatarisch.

## Geschichte und Politik
Im Jahr 551 n. Chr. werden sie erstmals vom gotischen Historiker Jordanes als Mordens unter den von Ermanarich unterworfenen Völkern erwähnt.
Vermutlich im 8. Jahrhundert begann die Trennung von Ersja und Mokscha, die relativ früh unter Einfluss der Russen kamen. Mit der Gründung von Nischni Nowgorod 1221 begannen die Russen verstärkt, in den Kernraum mordwinischer Besiedlung einzudringen. Durch die Auseinandersetzungen zwischen Russen und Wolgabulgaren bzw. mit der Goldenen Horde verlagerten die Mordwinen ihre Siedlungsräume immer weiter nach Süden und Osten und zersplitterten so über große Entfernungen bis östlich des Ural.
Die durch den frühen Einfluss der Russen ohnehin starke Russifizierung der Mordwinen wurde seit den 1930er Jahren weiter verstärkt, obwohl sie 1928 bereits ein autonomes Gebiet innerhalb der Sowjetunion erhielten. Als mit dem Zerfall der Sowjetunion die Minderheiten Russlands erstmals zu einem Thema wurden, begann zwar ein leicht euphorisches neues Nationalbewusstsein bei Ersja und Mokscha. Tatsächlich aber stehen heute die Mordwinen der Thematik eher mit Gleichgültigkeit gegenüber. Obwohl Ersjanisch und Mokschanisch neben Russisch die verfassungsmäßigen Landessprachen in der Republik Mordwinien sind, werden sie im Alltag kaum gebraucht.

## Religion
Die christliche Missionierung dauerte vom 16. Jahrhundert bis in das 18. Jahrhundert an, und heute sind Mordwinen überwiegend russisch-orthodoxe Christen. Daneben gibt es noch einige Anhänger der animistisch-traditionellen Religion, da die Mordwinen über eine reichhaltige alte Mythologie verfügen.